# St-Nom-de-Jésus (Lyon)

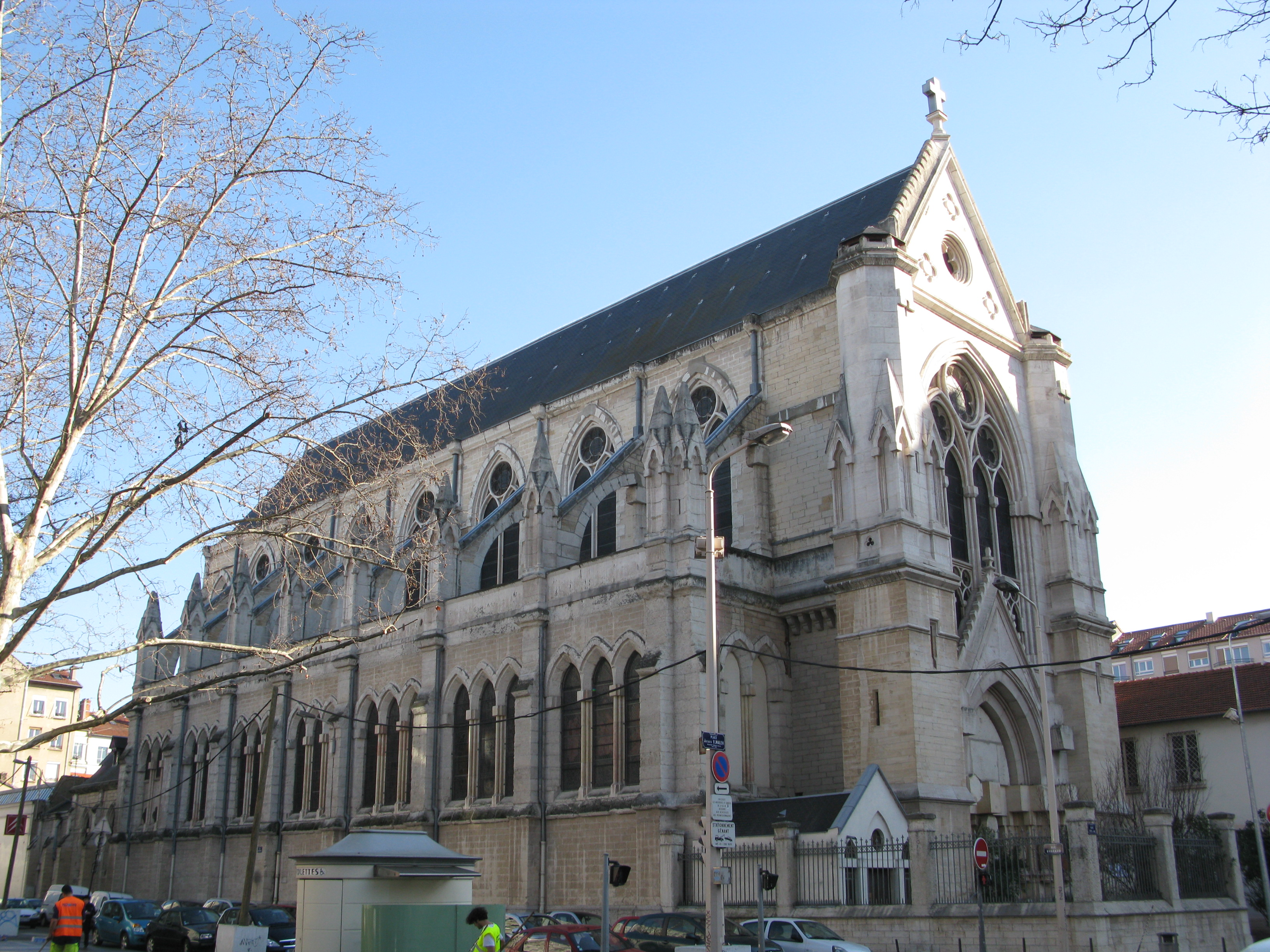
St-Nom-de-Jésus (Lyon)

Die Kirche St-Nom-de-Jésus ist eine römisch-katholische Kirche im 6. Arrondissement von Lyon. Es ist die Dominikanerkirche der Stadt.

## Lage und Patrozinium
Die Kirche steht im Viertel Les Brotteaux am Schnittpunkt der Straßen Rue Bugeaud und Rue Tête d‘Or. Sie ist dem Patrozinium des (aller)heiligsten Namens Jesu geweiht, wie auch der daran angrenzende Dominikaner-Konvent.

## Geschichte

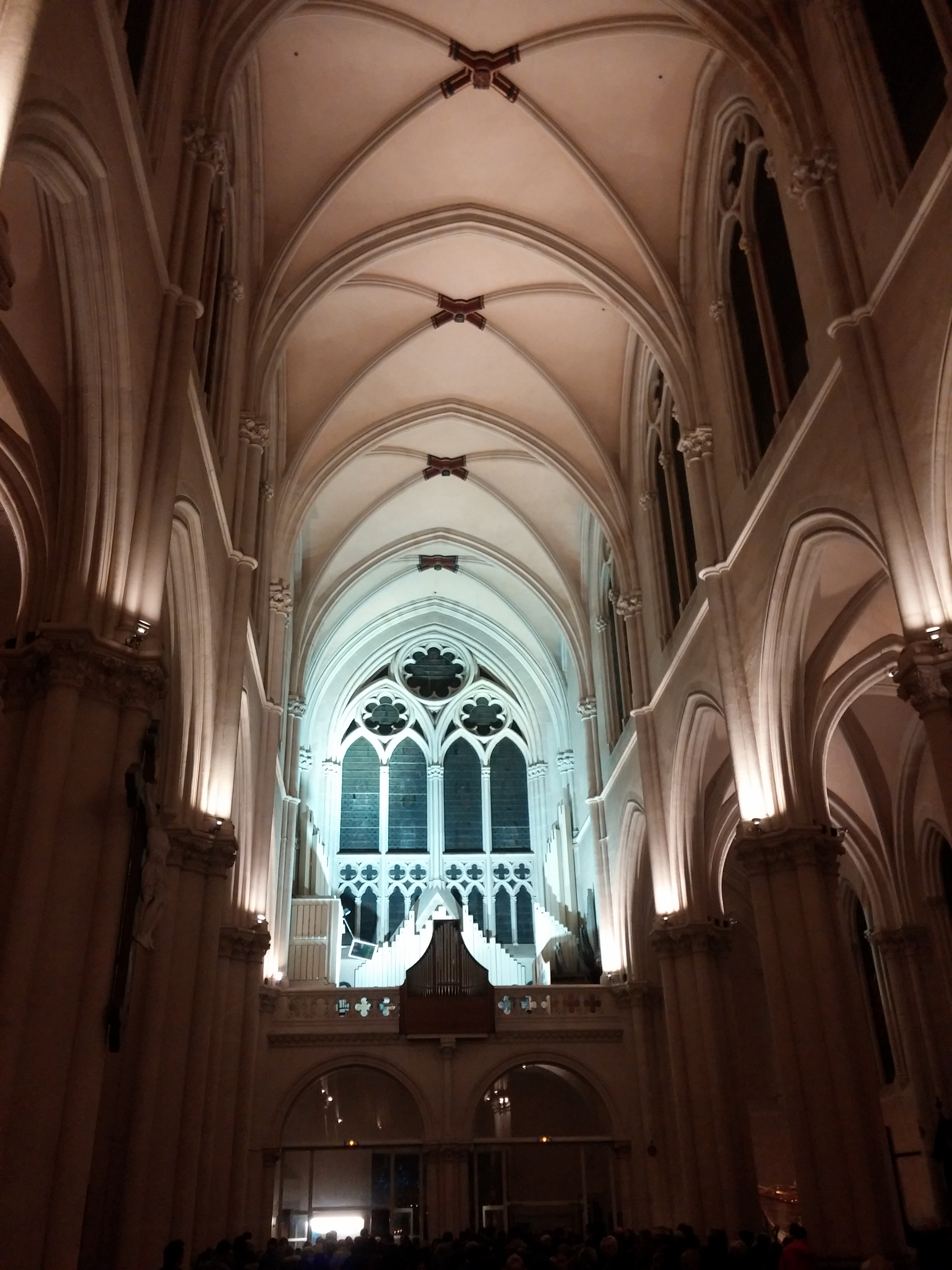
St-Nom-de-Jésus (Lyon)

Nachdem die Dominikaner in Lyon von 1218 bis zur Französischen Revolution am heutigen Platz Place des Jacobins (jacobins = Dominikaner) das Kloster Notre-Dame-de-Confort besessen hatten, kehrten sie 1856 unter der Führung von Antonin Danzas (1817–1888) nach Lyon zurück und ließen sich im damals aufstrebenden Viertel Les Brotteaux nieder. Der Architekt Louis-Antoine-Maurice Bresson (1817–1893) baute für sie ein Kloster mit angrenzender Kirche. Beide erhielten den Titel Saint-Nom-de-Jésus (Jesu Namen), dessen Durchbruch auf eine Initiative des Papstes Gregor X. auf dem Zweiten Lyoner Konzil von 1274 zurückgeht. Die Kirche konnte 1863 eingeweiht werden, der Ausbau dauerte bis 1900. 1909 wurde die Kirche Pfarrkirche, doch stellen seit 1915 (mit einer Unterbrechung von 1984 bis 2012) die Dominikaner den Pfarrer. Die Kirche ist neugotisch, ohne Querhaus und Turm.

## Ausstattung
Die Kirche entfaltet eine beeindruckende Pracht an Kirchenfenstern mit einem geschlossenen Programm der großen Heiligen des Dominikanerordens (männlich links, weiblich rechts), ergänzt um die Geheimnisse des Rosenkranzes. Das Programm wurde von Danzas eigenhändig im Stil des 13. Jahrhunderts gezeichnet und von 1866 bis 1888 von den Dominikanern Joachim Durif, Gilles Brossette, Eugène Baudin und Arbogaste Heinis in einem Glasmalerei-Atelier vor Ort realisiert. Hinzu kommen Skulpturen des Lyoner Künstlers Joseph-Hugues Fabisch.